# هوراشيو ن. سميث
هوراشيو ن. سميث هو سياسي أمريكي، ولد في 1820 في رويالتون في الولايات المتحدة، وتوفي في 5 أغسطس 1886. نشط حزبياً في الحزب الديمقراطي. وقد انتخب عضو جمعية ولاية ويسكونسن ‏.